# Daytime-Emmy-Verleihung 2011
Die Daytime-Emmy-Verleihung 2011 wurde am 19. Juni 2011 abgehalten und vom Sender CBS live aus dem Las Vegas Hilton in Winchester ausgestrahlt. Die Vornominierungen wurden am 25. Februar verkündet, die Nominierungen am 11. Mai. Moderator der 38. Verleihung war Wayne Brady. Pat Sajak und Alex Trebek erhielten einen Preis für ihr Lebenswerk.

## Nominierungen und Gewinner
Die folgende Liste stellt eine Auswahl aus den Kategorien dar. Die Gewinner werden zuerste genannt und in Fettschrift angezeigt. Die Nominierungen folgen in Normalschrift.

### Programmkategorien
| Dramaserie (Outstanding Drama Series)                                                                                           | Spielshow (Outstanding Game/Audience Participation Show) |
| --- | --- |
| - Reich und Schön (CBS) - All My Children (ABC) - General Hospital (ABC) - Schatten der Leidenschaft (CBS)                      | Zwei erste Plätze - Jeopardy! (Syndikation) - Wheel of Fortune (Syndikation) - Cash Cab (Discovery Channel) - The Price Is Right (CBS)                                           |
| Entertainment-Talkshow (Outstanding Talk Show-Entertainment)                                                                    | Informative Talkshow (Outstanding Talk Show-Informative) |
| - The Ellen DeGeneres Show (Syndikation) - Live with Regis and Kelly (Syndikation) - Rachael Ray (Syndikation) - The View (ABC) | - The Dr. Oz Show (Syndikation) - Dr. Phil (Syndikation) - The Doctors (Syndikation)                                                                                             |
| Frühstücksprogramm (Outstanding Morning Program)                                                                                | Lifestylesendung (Outstanding Lifestyle Program) |
| - Today (NBC) - Good Morning America (ABC)                                                                                      | - Martha (Hallmark Channel) - How Do I Look? (Style Network) - My Generation (PBS) - The Nate Berkus Show (Syndikation)                                                          |
| Gerichtssendung (Outstanding Legal/Courtroom Program)                                                                           | Kochsendung (Outstanding Culinary Program) |
| - Judge Pirro (Syndikation) - Divorce Court - Judge Judy - The People’s Court - Swift Justice with Nancy Grace                  | - Avec Eric (PBS) - America’s Test Kitchen (PBS) - Cook’s Country (PBS) - Lidia’s Italy (PBS) - Paula’s Best Dishes (Food Network) - Secrets of a Restaurant Chef (Food Network) |

### Schauspiel
| Hauptdarsteller in einer Dramaserie (Outstanding Lead Performance in a Drama Series) | Hauptdarsteller in einer Dramaserie (Outstanding Lead Performance in a Drama Series) |
| Hauptdarsteller | Hauptdarstellerin |
| --- | --- |
| - Michael Park als Jack Snyder in Jung und Leidenschaftlich – Wie das Leben so spielt - Maurice Benard als Sonny Corinthos in General Hospital - Ricky Paull Goldin als Jake Martin in All My Children - Christian LeBlanc als Michael Baldwin in Schatten der Leidenschaft - James Scott als EJ DiMera in Zeit der Sehnsucht | - Laura Wright als Carly Jacks in General Hospital - Susan Flannery als Stephanie Forrester in Reich und Schön - Alicia Minshew als Kendall Hart Slater in All My Children - Debbi Morgan als Angie Hubbard in All My Children - Michelle Stafford als Phyllis Summers Newman in Schatten der Leidenschaft - Colleen Zenk als Barbara Ryan in Jung und Leidenschaftlich – Wie das Leben so spielt                                              |
| Nebendarsteller (Outstanding Supporting Performance in a Drama Series) | |
| Nebendarsteller | Nebendarstellerin |
| - Jonathan Jackson als Lucky Spencer in General Hospital - Doug Davidson als Paul Williams in Schatten der Leidenschaft - Brian Kerwin als Charlie Banks in Liebe, Lüge, Leidenschaft - Billy Miller als Billy Abbott in Schatten der Leidenschaft - Jason Thompson als Patrick Drake in General Hospital                     | - Heather Tom als Katie Logan Spencer in Reich und Schön - Tricia Cast als Nina Webster in Schatten der Leidenschaft - Melissa Claire Egan als Annie Chandler in All My Children - Nancy Lee Grahn als Alexis Davis in General Hospital - Julie Pinson als Janet Ciccone in Jung und Leidenschaftlich – Wie das Leben so spielt - Bree Williamson als Jessica Buchanan/Tess Smith/Bess Lord/Teen Jess/Wes Granger in Liebe, Lüge, Leidenschaft |
| Kinderdarsteller in einer Dramaserie (Outstanding Performance by a Younger Artist in a Drama Series) | |
| Kinderschauspieler | Kinderschauspielerin |
| - Scott Clifton als Liam Cooper in Reich und Schön - Chad Duell als Michael Corinthos in General Hospital - Chandler Massey als Will Horton in Zeit der Sehnsucht | - Brittany Allen als Marissa Chandler in All My Children - Lexi Ainsworth als Kristina Corinthos in General Hospital - Emily O’Brien as Jana Hawkes Fisher in Schatten der Leidenschaft |

### Moderation
| Gameshow-Moderation (Outstanding Game Show Host) | Talkshow-Moderator (Outstanding Talk Show Host) |
| --- | --- |
| - Ben Bailey, Cash Cab - Wayne Brady, Geh aufs Ganze! - Todd Newton, Family Game Night - Meredith Vieira, Who Wants to Be a Millionaire?                                                                   | Zwei erste Plätze - Regis Philbin und Kelly Ripa in Live with Regis and Kelly - Mehmet Oz in The Dr. Oz Show - Rachael Ray in Rachael Ray - Travis Stork, Andrew Ordno, Jim Sears und Lisa Masterson in The Doctors - Barbara Walters, Whoopi Goldberg, Joy Behar, Elisabeth Hasselbeck und Sherri Shepherd on The View |
| Fernsehkoch (Outstanding Lifestyle/Culinary Host) | |
| - Martha Stewart, The Martha Stewart Show - Christopher Kimball, America’s Test Kitchen - Nate Berkus, The Nate Berkus Show - Paula Deen, Paula’s Best Dishes - Anne Burrell, Secrets of a Restaurant Chef | |

### Produktion
| Drehbuch für eine Dramaserie (Outstanding Drama Series Writing Team) | Regie für eine Dramaserie (Outstanding Drama Series Directing Team) |
| --- | --- |
| - Schatten der Leidenschaft (Hauptautorin: Maria Arena Bell) - Jung und Leidenschaftlich – Wie das Leben so spielt (Jean Passanante) - Reich und Schön (Bradley Bell) - Zeit der Sehnsucht (Dena Higley) | Zwei erste Plätze - Reich und Schön (Regisseure: Cynthia J. Popp, Michael Stich, Deveney Kelly, Jennifer Howard) - Schatten der Leidenschaft (Andrew Lee, Dean LaMont, Sally McDonald, Mike Denney) - General Hospital - Liebe, Lüge, Leidenschaft |

### Sound Editing für Jugendserien und Zeichentrickserien
(Outstanding Sound Editing – Live Action und Animation)
- Jimmy Lifton, Lawrence Reyes, Ian Nyeste, D.J. Lynch, Matthew Thomas Hall, Aran Tanchum, Michael Petak, Dominick Certo und Paulette Victor-Lifton (Die Pinguine aus Madagascar)
- Thomas McGurk, Dave Howe, Sam Gray und Michael McAuliffe (Biz Kid$)
- Joe Franco, Jeff Malinowski und Matt Longoria (The Electric Company)
- Gordon Sproule, Jeff Davis und Johnny Ludgate (Hot Wheels: Battle Force 5)
- Joe Pleiman und Patrick Downie (WordGirl)

### Musik und Komposition
(Outstanding Music Direction and Composition)
- Adam Berry (Die Pinguine aus Madagascar)
- J. Walter Hawkes, Larry Hochman und Jeffrey Lesser (Wonder Pets)
- Sarah Durkee, Paul Jacobs und Christopher Cerf (Unter Löwen – Between the Lions)
- Mike Himelstein und Michael Turner (Micky Maus Wunderhaus)
- Brian Tyler (Transformers: Prime)
- Jean-Christophe Prudhomme und Laurent Bertaud (The Garfield Show)

### Zeichentrickserien
(Outstanding Children’s Animated Program)
- Die Pinguine aus Madagascar
- Coco, der neugierige Affe
- Dinosaur Train
- Backyardigans – Die Hinterhofzwerge
- Sid the Science Kid

### Auftritt in einem Zeichentrickprogramm
(Outstanding Performer in an Animated Program)
- Danny Jacobs (als King Julien in Die Pinguine aus Madagascar)
- Steven Tyler (als The Mad Hatter in Wonder Pets)
- Tom McGrath (als Skipper in Die Pinguine aus Madagascar)
- Martin Short (als The Cat in the Hat in The Cat in the Hat Knows a Lot About That!)
- Bill Farmer (als Goofy in Mickey Maus Wunderhaus)
- Peter Cullen (als Optimus Prime in Transformers: Prime)

### Casting für eine Zeichentrickserie
(Outstanding Casting for an Animated Series)
- Meredith Layne (Die Pinguine aus Madagascar)
- Aaron Drown (Kick Buttowski – Keiner kann alles)
- Meredith Layne (Fanboy & Chum Chum)

### Drehbuch für eine Zeichentrickserie
(Outstanding Writing in Animation)
- Bob Roth, Bill Motz, Brandon Sawyer (Die Pinguine aus Madagascar)
- John N. Huss, Ryan Raddatz, Tom Martin, Carla Filisha, Jack Ferraiolo, Eric Ledgin (WordGirl)
- P. Kevin Strader, Gentry Menzel, David Steven Cohen, Peter K. Hirsch und Jonathan Greenberg (Erdferkel Arthur und seine Freunde)
- Marsha F. Griffin, Joseph Kuhr, Nicole Dubuc, Steven Melching, and Duane Capizzi (Transformers: Prime)
- Tom Sheppard, Gene Grillo, Dan Serafin (Barnyard – Der tierisch verrückte Bauernhof)
- Elise Allen, Joseph Purdy und Craig Bartlett (Dinosaur Train)

### Spezielle Awards
- Innovation im Mittagsprogramm (New Approaches – Daytime Entertainment):
  - What If… (Webserie zu All My Children, Liebe, Lüge, Leidenschaft und General Hospital)
- Casting für eine Dramaserie:
  - Mark Teschner für General Hospital
- Song (Outstanding Original Song for a Drama Series):
  - Rick Kritzman: Bad for You für General Hospital[8]
- Lebenswerk (Lifetime Achievement Awards):
  - Pat Sajak und Alex Trebek

### Besondere Erwähnung
(Special tributes)
- The Oprah Winfrey Show
- Susan Lucci